# Cordova (Maryland)
Cordova is een plaats (census-designated place) in de Amerikaanse staat Maryland, en valt bestuurlijk gezien onder Talbot County.

## Demografie
Bij de volkstelling in 2000 werd het aantal inwoners vastgesteld op 592.

## Geografie
Volgens het United States Census Bureau beslaat de plaats een oppervlakte van
12,6 km², geheel bestaande uit land.

## Plaatsen in de nabije omgeving
De onderstaande figuur toont nabijgelegen plaatsen in een straal van 16 km rond Cordova.

## Geboren
- Frederick Douglass (1818-1895), abolitionist, redacteur, publicist, politicus en hervormer